# Halizah

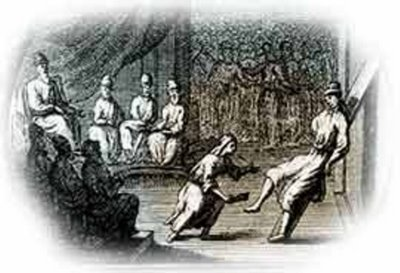
Gravure van een Halizah-ceremonie

Halizah (ook wel Chalitsa of Chalitza genoemd; Hebreeuws: חליצה) is een ceremonie in het jodendom waarmee een man en vrouw kunnen ontkomen aan het leviraatshuwelijk. Normaal dwingt dit huwelijk de broer van een overleden man om te trouwen met diens weduwe indien hij nog geen kinderen bij haar had verwekt.
Daar het leviraatshuwelijk tegenwoordig als een uit de tijd geraakt ritueel wordt gezien, wordt Halizah ook minder vaak toegepast. Dit gebruik wordt onder sommige orthodoxe joden nog altijd in stand gehouden. Sinds 1950 is halizah in Israël volgens het opperrabbinaat verplicht ter vervanging van het leviraatshuwelijk.

## Ceremonie
De ceremonie vindt plaats in het bijzijn van de drie oudsten (religieuze leiders) van het dorp of de gemeenschap waar de man (yabam) en vrouw (yebamah) toe behoren. De yebamah verklaart tegenover hen dat de yabam geweigerd heeft met haar te trouwen en zo zijn broers plaats in te nemen. De yabam bevestigt dit en verklaart ook dat het zijn eigen beslissing is. De dorpsoudsten kunnen nog proberen hem op andere gedachten te brengen.
Indien de yabam blijft weigeren, stapt de yebamah op hem af. Ze maakt de rechterschoen van de yabam los terwijl ze zijn voet in haar linkerhand houdt, haalt deze van zijn voet, en gooit hem weg. Vervolgens spuwt ze ofwel in zijn gezicht of op de grond voor hem (dat laatste is tegenwoordig gebruikelijker) en roept 'Zo vergaat het de man die zijn broer nageslacht onthoudt.'. De yabam pakt de schoen op en geeft hem aan de drie oudsten, die hierop bevestigen dat het leviraatshuwelijk niet door zal gaan.
De schoen in kwestie is vaak een speciaal voor dit doel gemaakte schoen genaamd de “chalitsaschoen”. Het verwijderen van de schoen is een teken van rouw; vanaf het moment dat de yabam weigert met de yebamah te trouwen en zo zijn broers naam voort te zetten, is de broer officieel doodverklaard.
Er zijn verschillende factoren waarmee rekening gehouden dient te worden bij halizah, bijvoorbeeld of de broer in kwestie nog minderjarig is, of dat de vrouw niet in staat is te praten.

## Gevolgen
De familie van de yabam komt na de ceremonie bekend te staan als de familie Zonderschoen." In orthodoxe families wordt het vaak als een schande gezien als een yabam overgaat tot halizah.